# Asian Football Confederation
Niektóre z zamieszczonych tu informacji wymagają weryfikacji.
Dokładniejsze informacje o tym, co należy poprawić, być może znajdują się w dyskusji tego artykułu.
 Po wyeliminowaniu niedoskonałości należy usunąć szablon {{Dopracować}} z tego artykułu.
Azjatycka Konfederacja Piłkarska (ang. Asian Football Confederation, AFC; arab. ‏الاتحاد الآسيوي لكرة القدم‎, Al-Ittiḥād Al-Assiyawī Likurat Al-Qadam) – jedna z sześciu kontynentalnych federacji piłkarskich wchodzących w skład FIFA. Założona została 8 maja 1954 w Manili (Filipiny). 21 czerwca tego samego roku uznała ją Międzynarodowa Federacja Piłki Nożnej (FIFA). AFC założyło 12 azjatyckich federacji narodowych; obecnie skupia ich 47 (stan z 10 stycznia 2013) z czego jedna nie należy do FIFA, kolejnych 6 nie należy do AFC, są to: (Abchazja, Cypr Północny, Górski Karabach i Osetia Południowa, Wyspy Kokosowe i Wyspa Bożego Narodzenia). W 2006 roku do AFC dołączyła reprezentacja Australii (wcześniejszy członek OFC), pomimo że Australia nie jest częścią Azji, lecz obejmuje inny kontynent. Siedzibą AFC jest Kuala Lumpur w Malezji.

## Członkowie założyciele
- Afganistan
- Birma
- Filipiny
- Hongkong
- Indie
- Indonezja
- Japonia
- Korea Południowa
- Pakistan
- Republika Chińska
- Singapur
- Wietnam Południowy

## Obecni członkowie
CAFA
- Afganistan
- Iran
- Kirgistan
- Tadżykistan
- Turkmenistan
- Uzbekistan

EAFF
- Chińska Republika Ludowa
- Guam[a]
- Hongkong
- Japonia
- Korea Północna
- Korea Południowa
- Makau
- Mongolia
- Mariany Północne[b]
- Chińskie Tajpej

SAFF
- Bangladesz
- Bhutan
- Indie
- Malediwy
- Nepal
- Pakistan
- Sri Lanka

AFF
- Australia[c]
- Brunei
- Filipiny
- Kambodża
- Indonezja
- Laos
- Malezja
- Mjanma
- Singapur
- Tajlandia
- Timor Wschodni
- Wietnam

WAFF
- Arabia Saudyjska
- Bahrajn
- Irak
- Jemen
- Jordania
- Katar
- Kuwejt
- Liban
- Oman
- Palestyna
- Syria
- Zjednoczone Emiraty Arabskie

## Władze
Prezydent:
Szejk Salman ibn Ibrahim al-Chalifa ( Bahrajn), 2013 –
Sekretarz generalny:
Dato' Alex Soosay ( Malezja)

## Rozgrywki AFC
Kobiety
Narodowe
- Puchar Azji kobiet

Młodzieżowe
- Mistrzostwa Azji U-19 kobiet
- Mistrzostwa Azji U-16 kobiet

Mężczyźni
Narodowe
- Eliminacje do Mistrzostw Świata w Piłce Nożnej
- Puchar Azji
- Puchar Narodów CAFA

Regionalne
- Mistrzostwa ASEAN
- Puchar Azji Wschodniej EAFF
- Puchar Azji Zachodniej

Klubowe
- Azjatycka Liga Mistrzów (Champions League) – dawniej Asian Club Championship 1967–1986, Asian Champions Cup 1986–2002
- Puchar AFC (AFC Cup) od 2003
- Puchar Prezydenta AFC – (AFC President's Cup) od 2003

Młodzieżowe
- Puchar Azji U-22
- Mistrzostwa Azji U-19
- Mistrzostwa Azji U-16
- Mistrzostwa Azji U-14

Futsal
- Mistrzostwa Azji w futsalu
- Mistrzostwa Klubowe Azji w futsalu

Piłka nożna plażowa
- Mistrzostwa Azji w piłce nożnej plażowej

## Inne rozgrywki i Turnieje Międzypaństwowe w Azji
- GENEFO (GENEFO) od 1963 roku
- Igrzyska Panarabskie (Igrzyska Panarabskie) od 1957 roku
- Puchar Państw Arabskich (PPA) od 1963 roku
- Puchar Króla Syjamu (Puchar Króla) od 1968 roku
- Turniej Państw Demokracji Ludowej (Turniej Państw Demokracji Ludowej) od 1956 roku do 1960 roku
- Turniej Merdeka (Turniej Merdeka – Malajski) od 1958 roku
- Puchar Sajgonu (Puchar Sajgonu) od 1966 do 1971 roku
- Turniej Czwórkowy (Turniej Czwórkowy) rozegrany w RANGUN w 1953 roku

## Drużyny zAzjiwMistrzostwach Świata
- 1930 – Nie grały
- 1934 – Nie grały
- 1938 –  Indonezja, Japonia wycofała się z rozgrywek
- 1950 –  Indie wycofały się z rozgrywek
- 1954 –  Korea Południowa
- 1958 – Nie grały
- 1962 – Nie grały
- 1966 –  Korea Północna
- 1970 –  Izrael
- 1974 – Nie grały
- 1978 –  Iran
- 1982 –  Kuwejt
- 1986 –  Irak,  Korea Południowa
- 1990 –  Zjednoczone Emiraty Arabskie,  Korea Południowa
- 1994 –  Arabia Saudyjska,  Korea Południowa
- 1998 –  Arabia Saudyjska,  Iran,  Japonia,  Korea Południowa
- 2002 –  Arabia Saudyjska,  Korea Południowa,  Chiny,  Japonia
- 2006 –  Arabia Saudyjska,  Japonia,  Korea Południowa,  Iran
- 2010 –  Japonia,  Australia,  Korea Południowa,  Korea Północna
- 2014 –  Australia,  Korea Południowa,  Japonia,  Iran
- 2018 –  Arabia Saudyjska,  Korea Południowa,  Japonia,  Iran,  Australia
- 2022 –  Australia,  Iran,  Japonia,  Katar,  Arabia Saudyjska,  Korea Południowa

### Najwięcej udziałów w mistrzostwach
- 11 występów – Korea Południowa
- 7 występów – Japonia
- 6 występów – Arabia Saudyjska, Iran
- 4 występy – Australia
- 2 występy – Korea Północna
- 1 występ – ZEA, Indonezja, Chiny, Irak, Kuwejt, Izrael,  Katar